# Hewrami
Hewramî (ook wel Huramî, Hawramî of Auramanî) is een verouderde stroming van de Koerdische taal die valt binnen een ander dialect, genaamd Goranî.
Soms wordt Hewramî in het Koerdisch ook Goranî genoemd. Het wordt het meest gesproken in Hewraman (ook Hawraman of Huraman genoemd) in Iraans-Koerdistan (Oost-Koerdistan) en Iraaks-Koerdistan (Zuid-Koerdistan). Hewramî is verwant aan het Avestisch, de taal van het zoroastrisme. Gebeden van deze religie worden nog altijd gereciteerd door Hewramî-Koerden, met een stijl die in het Hewramî Siya Çemane wordt genoemd. Hierbij worden hoge noten gezongen. De meeste Hewramî-sprekers spreken ook Soranî.